# Église Saint-Ouen de Berthenonville
Pour les articles homonymes, voir Église Saint-Ouen.
L'église Saint-Ouen de Berthenonville est située à Vexin-sur-Epte, dans l'Eure. Elle est partiellement inscrite au titre des monuments historiques,.

## Protection
L'église est inscrite au titre des monuments historiques le 17 avril 1926,.
L’église, le cimetière y attenant avec son calvaire, le monument aux morts et les 3 marronniers qui l’entourent sont en site classé.

## Galerie

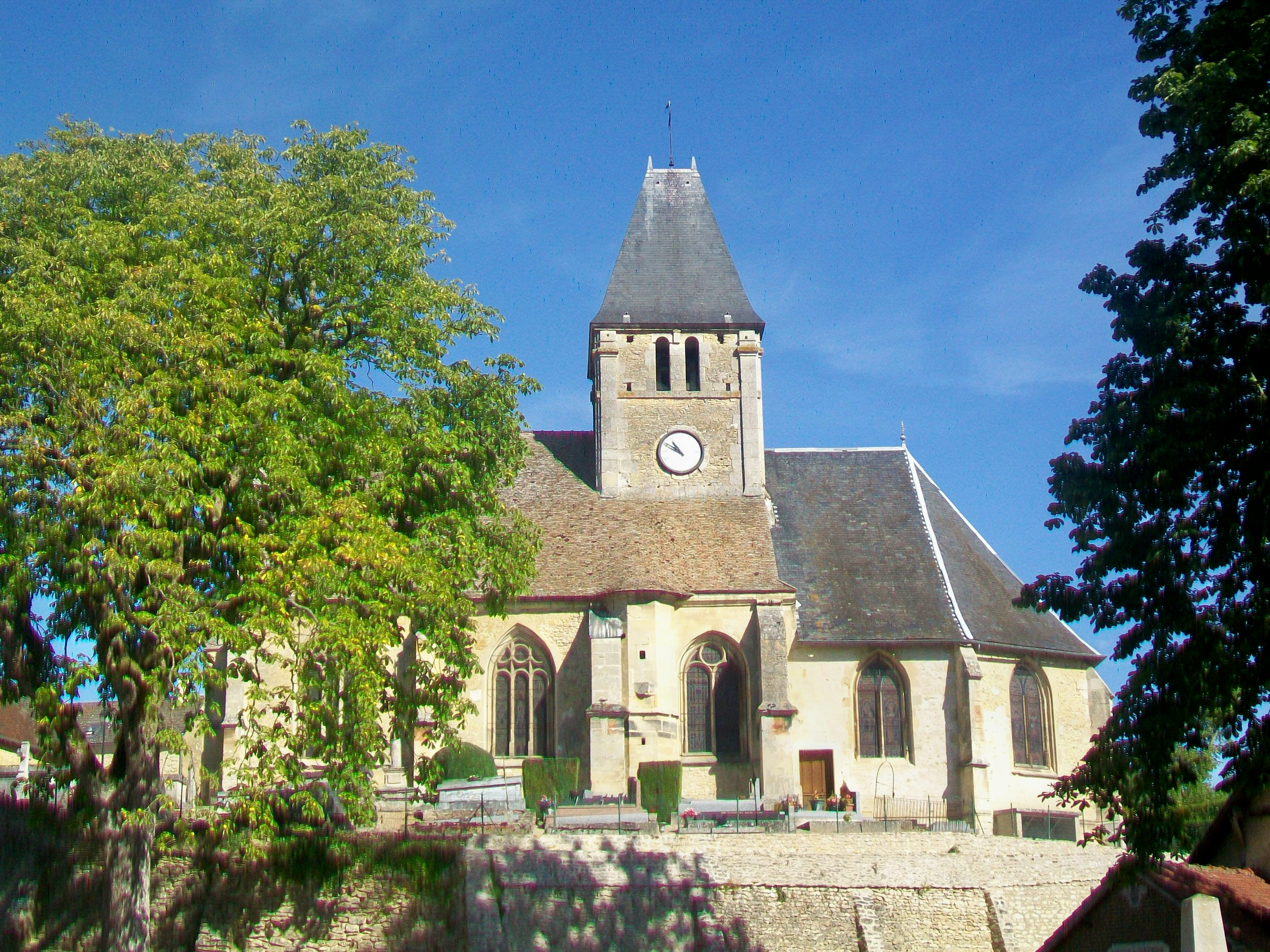
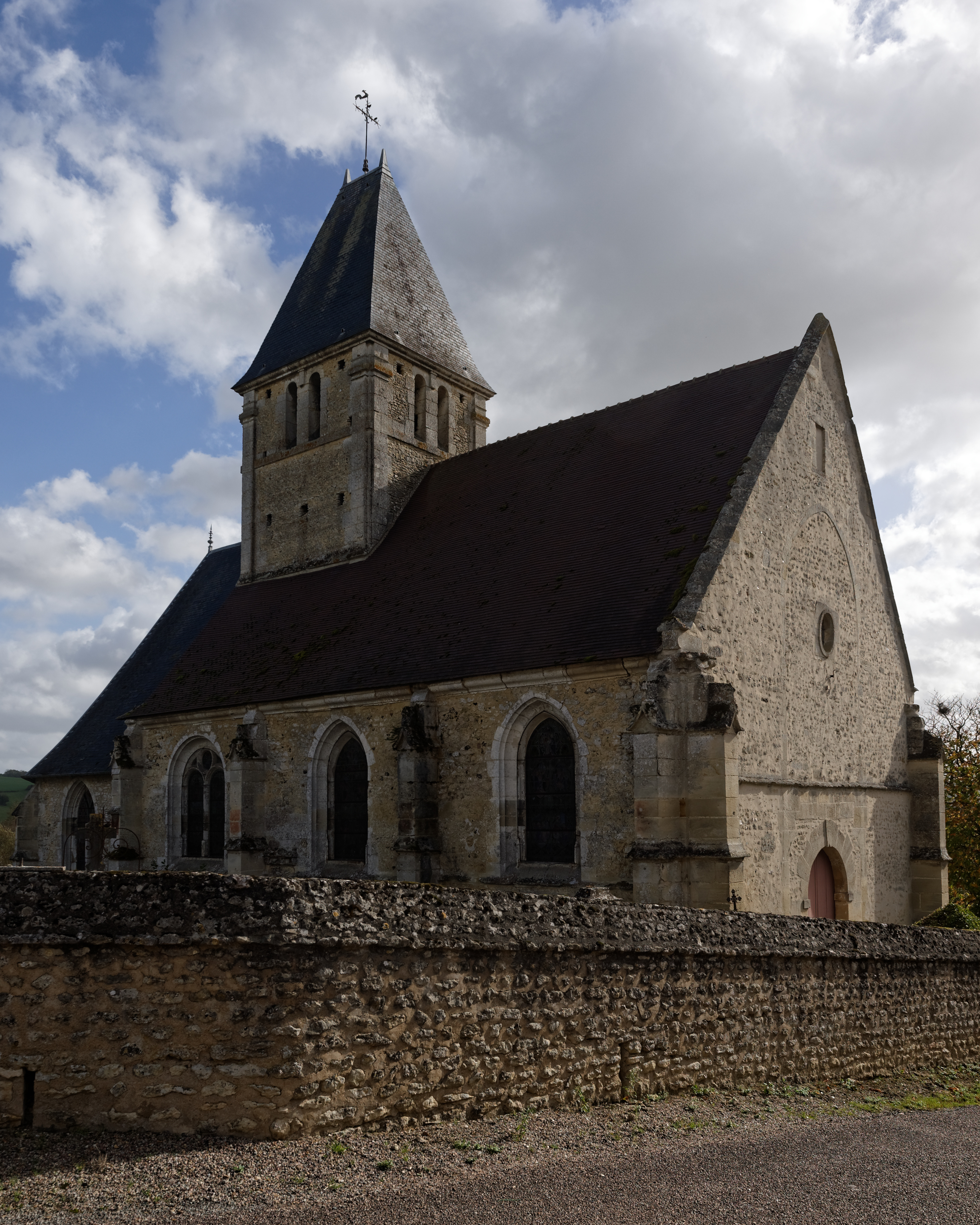